# Arbeitsgemeinschaft für Sport und Körperkultur in Österreich
Die Arbeitsgemeinschaft für Sport und Körperkultur in Österreich (kurz: ASKÖ, früher: Arbeiterbund für Sport und Körperkultur) ist der größte der drei Sportdachverbände Österreichs. Sie ist eine ehemalige Vorfeldorganisation der SPÖ mit Sitz in Wien und widmet sich der Förderung des Breitensports, insbesondere bei der Errichtung, Erhaltung, Verwaltung und beim Betrieb von Sportanlagen. Die ASKÖ ist führendes Mitglied der CSIT, des internationalen Verbands des Arbeitersports. Insgesamt werden von der ASKÖ rund 200 Sportarten betreut. Innerhalb der ASKÖ sollen möglichst viele Menschen die unterschiedlichsten Sportarten ausüben können. Das Motto der Organisation ist „Sport in seiner Vielfalt“.
Die ASKÖ gliedert sich in die Bundesorganisation, in die neun Landesverbände und die Zentralen Verbände – ARBÖ, die Naturfreunde Österreich, den Verband der Österreichischen Arbeiter-Fischerei-Vereine und den ASKÖ-Flugsportverband – auf. Die ASKÖ umfasst landesweit derzeit circa 4.500 Mitgliedsvereine mit rund 1,2 Millionen Mitgliedern.

## Geschichte
Vorläufer der Arbeiter-Turn- und Sportbewegung in Österreich, war ein 1867 in Wien gegründeter Arbeiterbildungsverein, der in seinen Statuten auch die Pflege des Turnens vorsah. 16 Mitglieder dieses Bildungsvereines wurden im Jahre 1868 im Ersten Wiener Turnverein zu Vorturnern ausgebildet, sodass schon damals ein Turnbetrieb stattgefunden haben muss.
1889 entstand in Österreich der Deutsche Turnerbund 1889 als Vorgänger des heutigen Österreichischen Turnerbundes, von dem sich 1893 der Deutsche Arbeiter Turn- und Sportbund abtrennte. Dieser wurde 1913 eine Teilorganisation der Sozialdemokratischen Partei, der heutigen SPÖ.
Nach dem Ersten Weltkrieg wurde mit dem Friedensvertrag von St. Germain vom 10. September 1919 österreichischen Bestrebungen, vor allem aus wirtschaftlichen Gründen sich dem Deutschen Reich anzuschließen, ein Schlusspunkt gesetzt. Österreich war nun ohne seine transleithanischen Gebiete wie Böhmen, Ungarn und weite Regionen des Balkans gezwungen, sich als Kleinstaat wirtschaftlich und politisch neu zu definieren.
Auf sportlicher Ebene schlossen sich 1919 die Arbeiterturner, Arbeiterradfahrer, die Volkswehr, die Naturfreunde-Organisation und weitere Organisationen zum Verband der Arbeiter- und Soldatensportvereinigungen Österreichs (VAS) zusammen. Deren erster Präsident wurde der SDAP Abgeordnete zum Nationalrat Karl Volkert.
Am 26. Oktober 1924 wurde der VAS zum Arbeiterbund für Sport und Körperkultur in Österreich umgeformt. Der Verein wurde im Jahr 1934 aufgelöst und gleich nach dem Zweiten Weltkrieg neu gegründet. 1971 erhielt er seinen heutigen Namen.
2012 beantragte die ASKÖ den Austritt als „Nebenorganisation“ der SPÖ und wird zukünftig eine befreundete Organisation ohne direkte Mitbestimmungsrechte (aber nach wie vor mit hoher emotionaler Nähe zur Sozialdemokratie) der SPÖ sein.
Präsident der ASKÖ ist seit Jänner 2014 der ehemalige Abgeordnete zum Nationalrat Hermann Krist.